# علف‌فرشیان
علف‌فرشیان (به انگلیسی: Aizoaceae) نام یکی از تیره‌ها از گیاهان گلدار است.
علف‌فرشیان تیره‌ای از میخک‌سانان یک تا چندسالهٔ نسبتاً گوشتی است که گل‌آذین گرزن‌محوری یا انتهایی دارد.

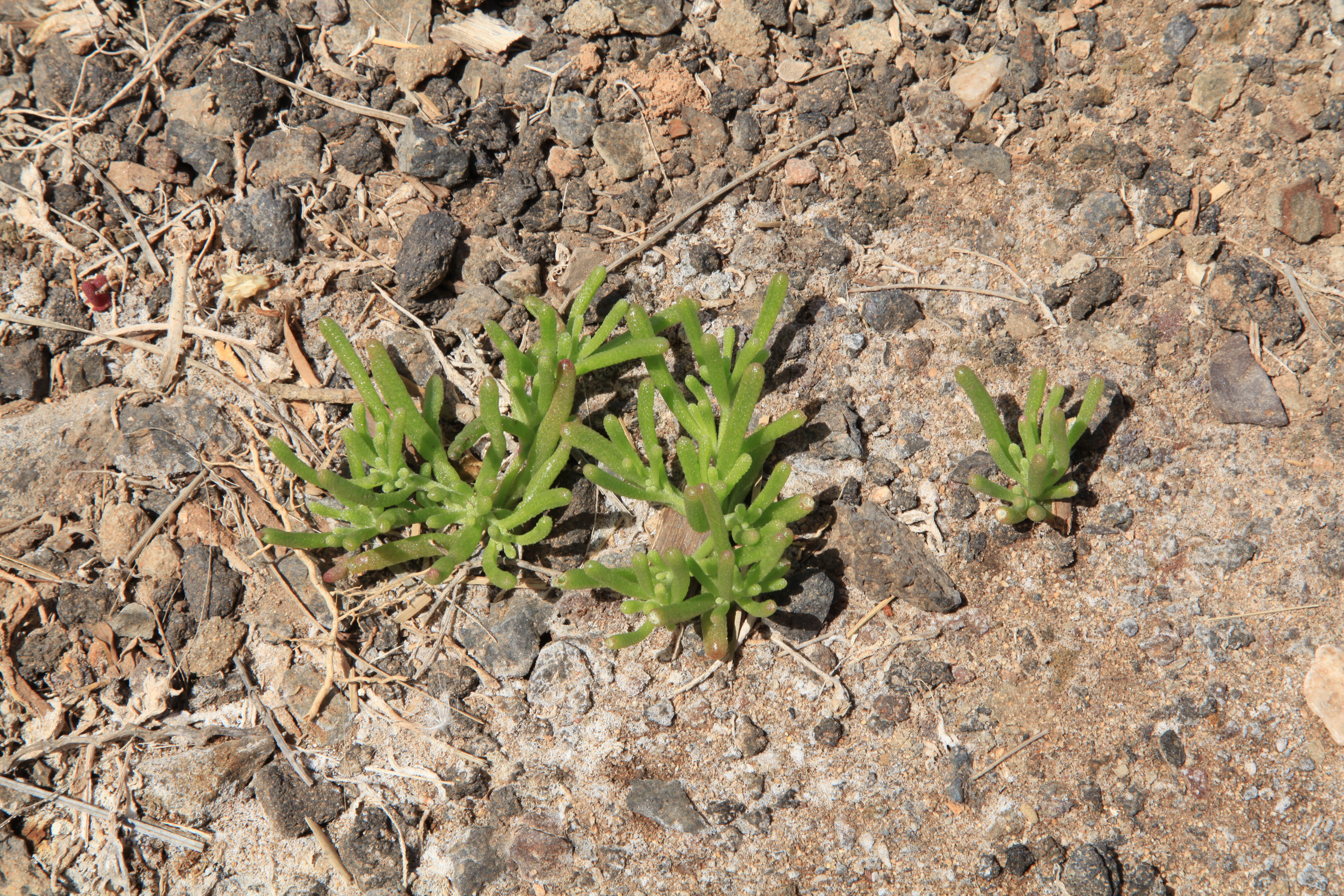
این گونه از این گیاه در نواحی جنوب ایران از جمله استان بوشهر نیز می‌روید و در گویش محلی «ماسو» یا «کاکل ماسو» نام دارد.